# Estación Esquel

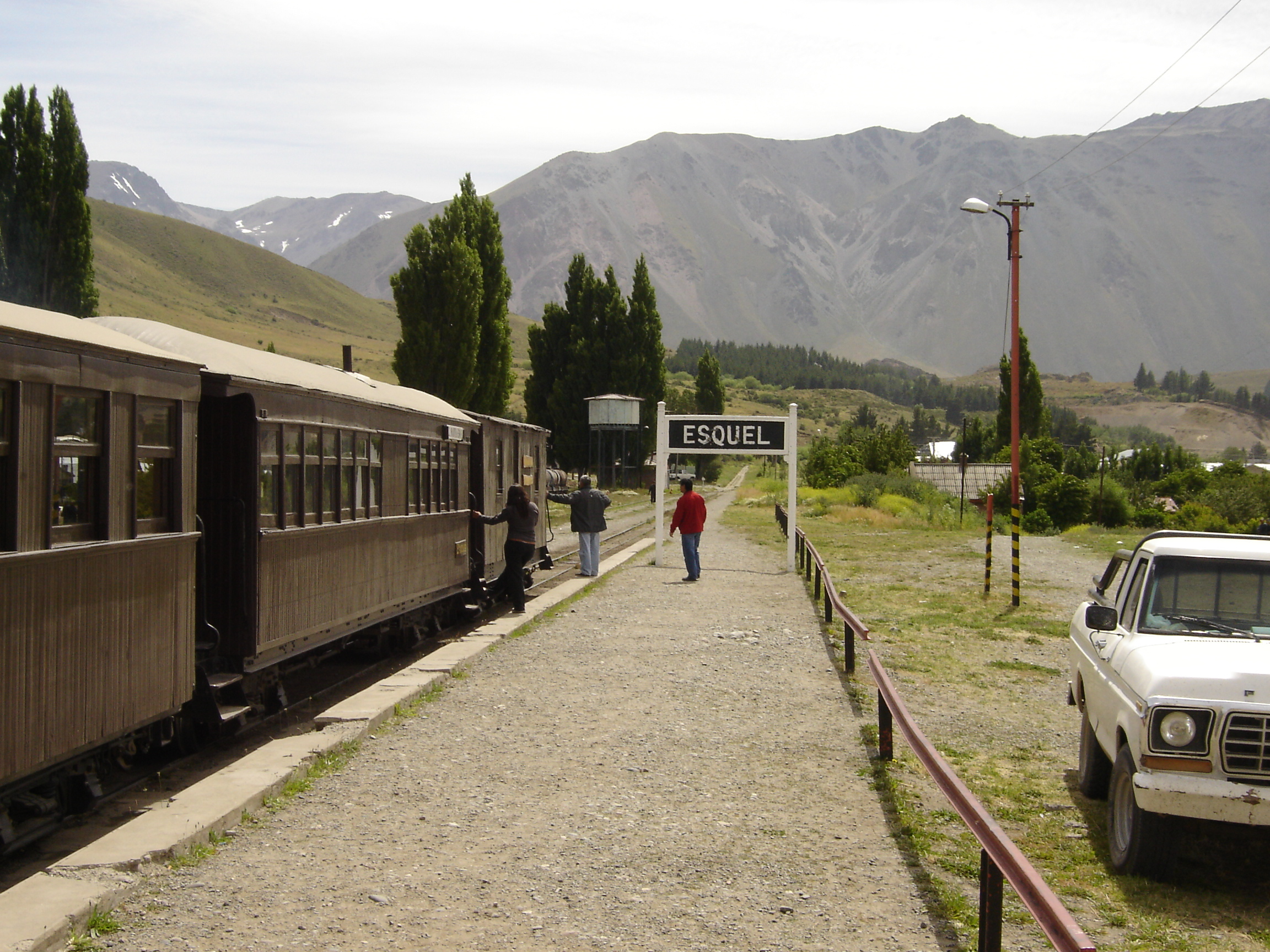
Cartel nomenclador con una formación de pasajeros

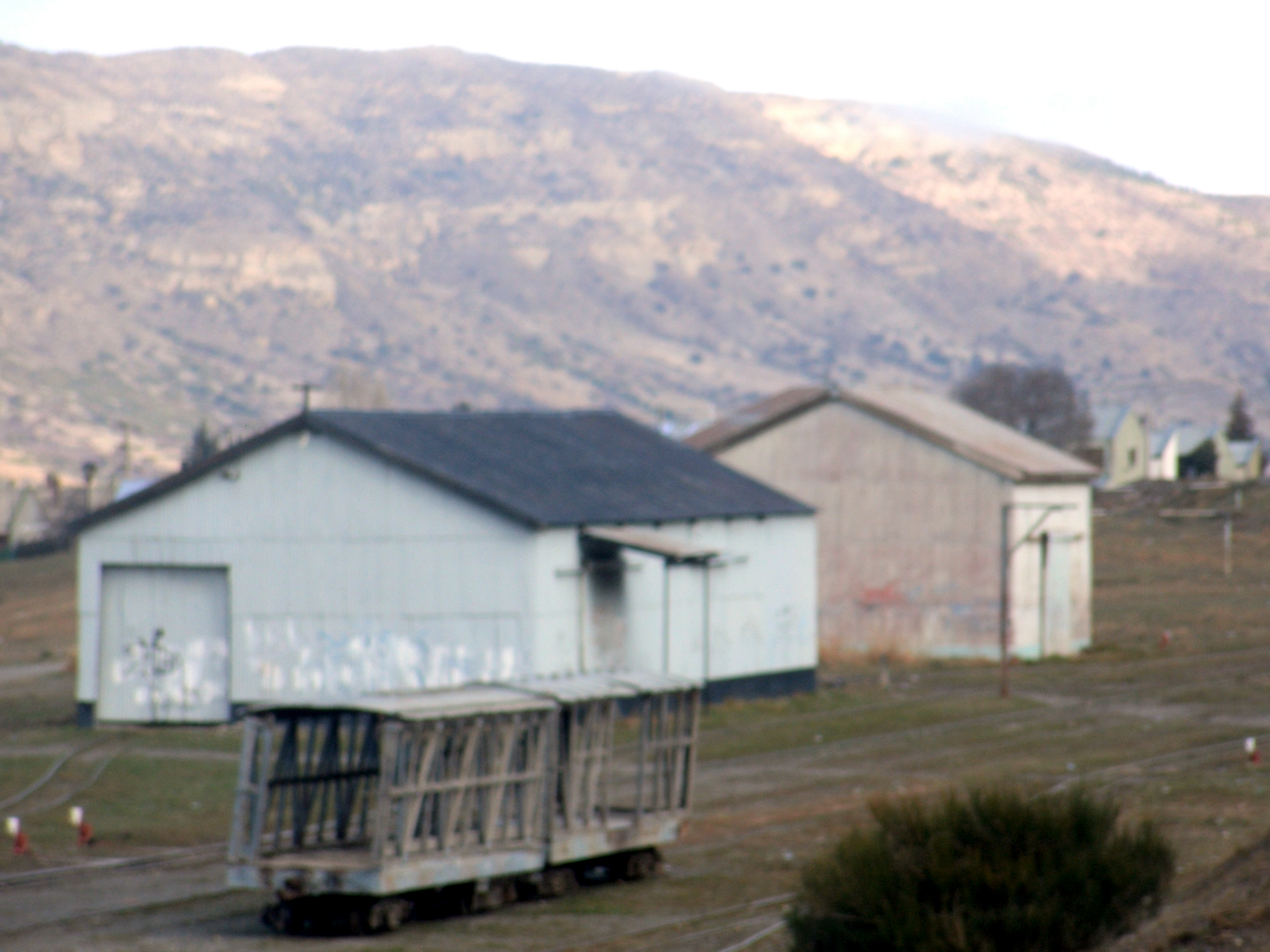
Galpones ferroviarios anexos a la estación

Esquel es una estación de ferrocarril ubicada en la localidad del mismo nombre, Departamento Futaleufú, Provincia del Chubut, República Argentina, en el ramal de Ingeniero Jacobacci hasta esta estación.

## Ubicación geográfica de la estación
Se encuentra a 38 km de la localidad de Trevelin.

## Historia
El 25 de mayo de 1945 el ferrocarril entró triunfante en la vida de Esquel. No obstante, inicialmente el tren solo transportaba carga, pero a partir de 1950 se convirtió en un medio de transporte fundamental para los habitantes del Noroeste del Chubut. Los largos viajes a bordo de La Trochita se convirtieron en una marca de identidad para la región.

## Recorridos
El Servicio que supo recorrer 402 kilómetros hasta Jacobacci hoy solo presta un servicio turístico entre Esquel y Nahuel Pan y periódicamente el servicio de pasajeros hasta El Maitén, sede de los talleres centrales y hoy cabecera norte del recorrido. Excepcionalmente se une con Jacobacci en contrataciones chárteres

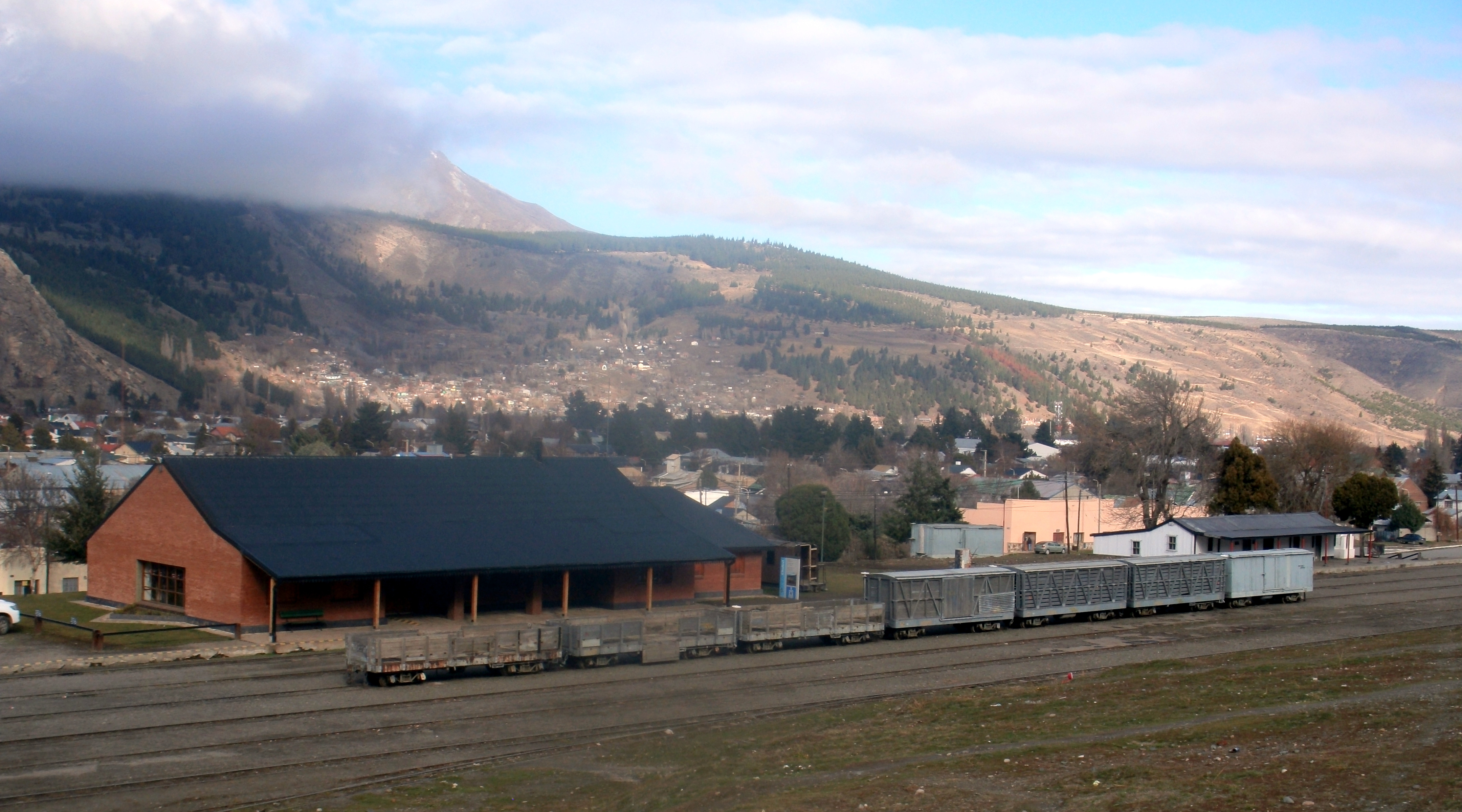
Nueva estación Esquel construida con fines turísticos